# بانکرفت (کالیفرنیا)
بانکرفت (به انگلیسی: Bancroft) یک منطقهٔ مسکونی در ایالات متحده آمریکا است که در شهرستان کنترا کوستا، کالیفرنیا واقع شده‌است. بانکرفت ۲۷ متر بالاتر از سطح دریا واقع شده‌است.